# Jesús Menchén Manzanares
Jesús Menchén Manzanares, más conocido por su pseudónimo Roger de Flor (Membrilla, provincia de Ciudad Real, 27 de octubre de 1912-Ciudad Real, 30 de octubre de 1939) fue un poeta español.
Era hijo único, huérfano de padre a los dos días de nacer. Se educó con su tío, el canónigo José Jiménez Manzanares, deán de la Catedral de Ciudad Real. Entró en la Escuela Normal de Magisterio en Ciudad Real y allí compartió las ideas marxistas de su profesor, el catedrático Fernando Piñuela Romero, como él también ejecutado por los nacionales al acabar la Guerra civil. Convertido en maestro, obtuvo plaza en Villamayor de Calatrava. Se afilió a UGT y llegó a ser directivo de la FUE en su nuevo destino; se casó. Publicó numerosas poesías y artículos en la prensa local entre 1934 y 1939, en particular en El Pueblo Manchego. Al estallar la Guerra civil se enroló voluntario en el ejército republicano. Publicó el libro Hogueras de paz (Ciudad Real, 1936). Las muchas octavillas y versos de guerra que redactó entonces motivaron una denuncia el 1 de mayo de 1939 que acabó con él en la prisión de Ciudad Real. La mediación de su tío canónigo (al cual había salvado él de la ejecución) y una carta al tribunal de su madre no sirvieron de nada y fue fusilado en las tapias del cementerio de Ciudad Real. Él mismo había lamentado en un romance la muerte del poeta Federico García Lorca y en otro, "La madre del miliciano", intuía su mismo fin. Su poesía apareció en las más importantes antologías de versos de la Guerra Civil.